# Mats Björling
Mats Olof Torvald Björling, född 5 januari 1938 i Mariestads församling i Skaraborgs län, är en svensk militär.

## Biografi
Björling blev fänrik i flygvapnets reserv 1961. År 1963 anställdes han som fänrik på stat vid Flygkadettskolan, där han 1964 befordrades till löjtnant. Han gick Tekniska kursen på Flyglinjen vid Militärhögskolan 1969–1971, befordrades till kapten 1970, tjänstgjorde vid Studieavdelningen i Flygstaben 1971–1975, befordrades till major 1973, var lärare vid Militärhögskolan 1975–1979 och befordrades till överstelöjtnant 1977. Därefter var han detaljchef vid Studieavdelningen i Försvarsstaben 1979–1980 och stridsledningschef för sektor O5 vid Upplands flygflottilj 1980–1982 samt utnämndes till överstelöjtnant med särskild tjänsteställning 1981. Åren 1982–1984 var han adjutant hos överbefälhavaren, varefter han var chef för Stridsledningsavdelningen vid Flygstaben 1984–1986 och studerade vid Försvarshögskolan 1985. Han var sektorsstabschef vid Skånska flygflottiljen 1986–1988 och försvarsattaché vid ambassaden i Bonn 1988–1991, befordrad till överste 1989. Björling var chef för Flyglinjen och Taktiska linjen vid Militärhögskolan 1991–1993, varefter han 1993 lämnade försvarsmakten och arbetade som konsult i eget företag.